# Église de Tuusula
L'église de Tuusula (en finnois : Tuusulan kirkko) est une église située à Tuusula en Finlande.

## Architecture
L'église est construite au bord du lac de Tuusula.
Le retable est peint en 1854 par Johan H. Asplund.
Pekka Halonen a peint l'église en 1927.
Les vitraux sont peints en 1937 par Paavo Leinonen.

## Galerie

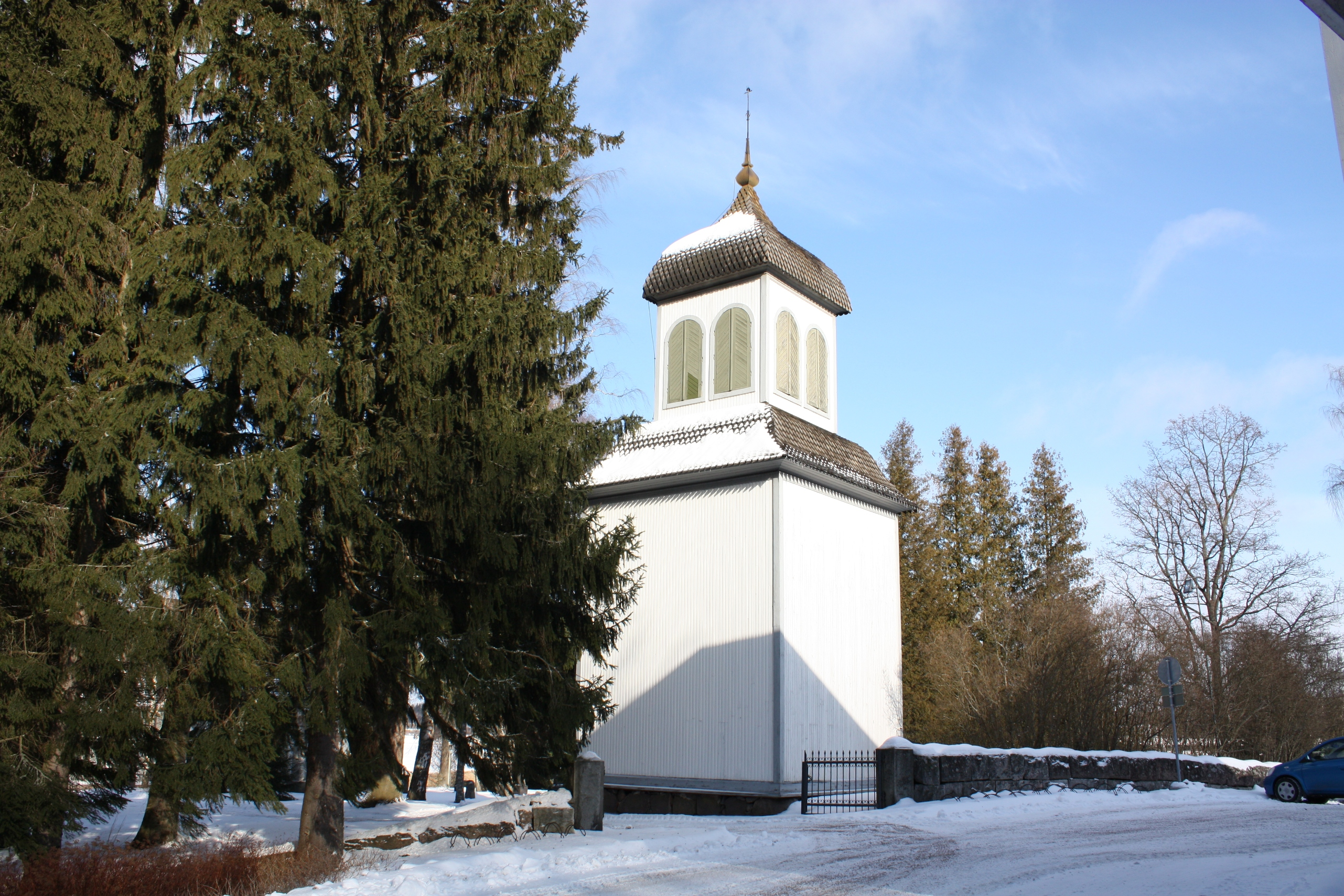
Le clocher.
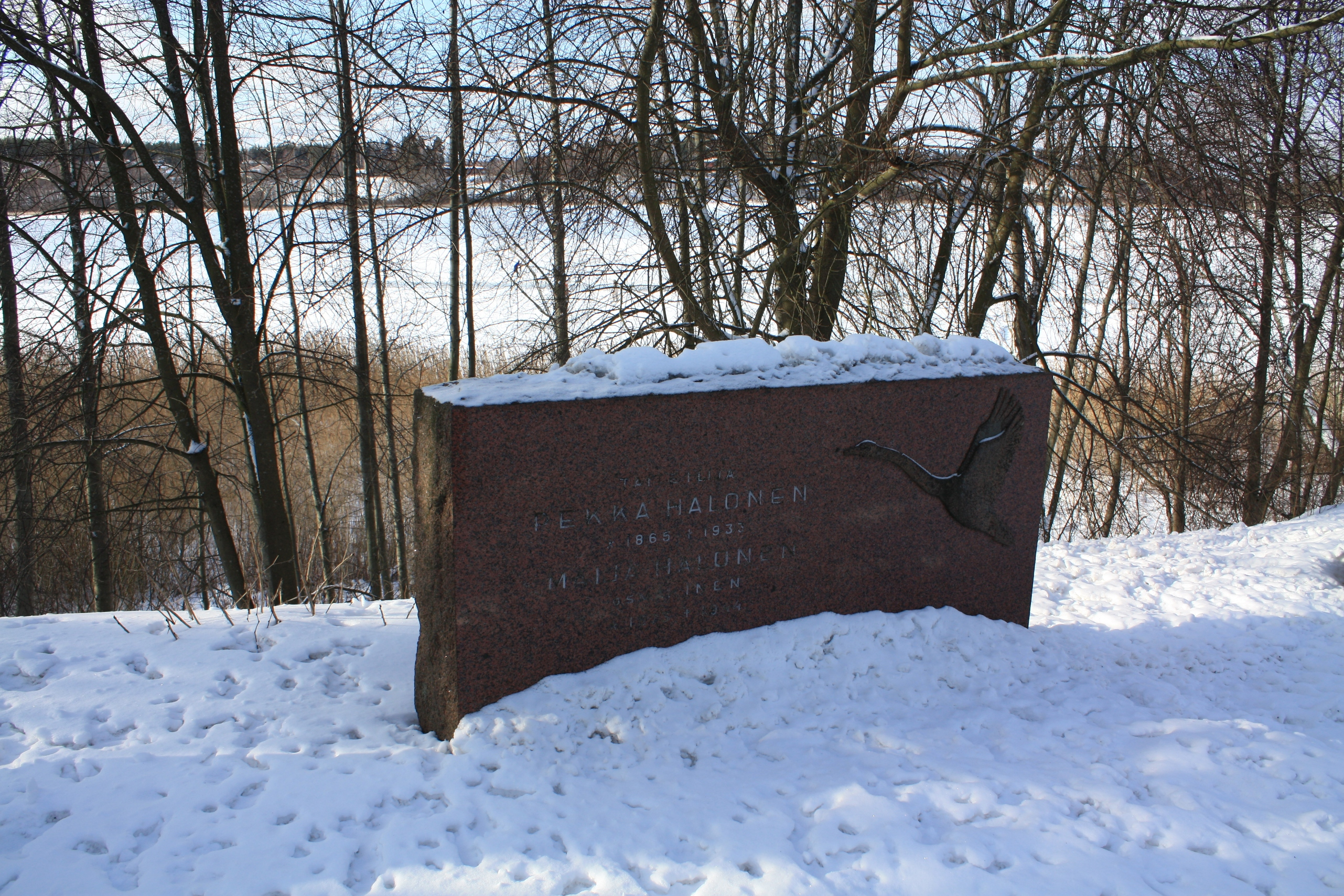
La tombe de Pekka Halonen.
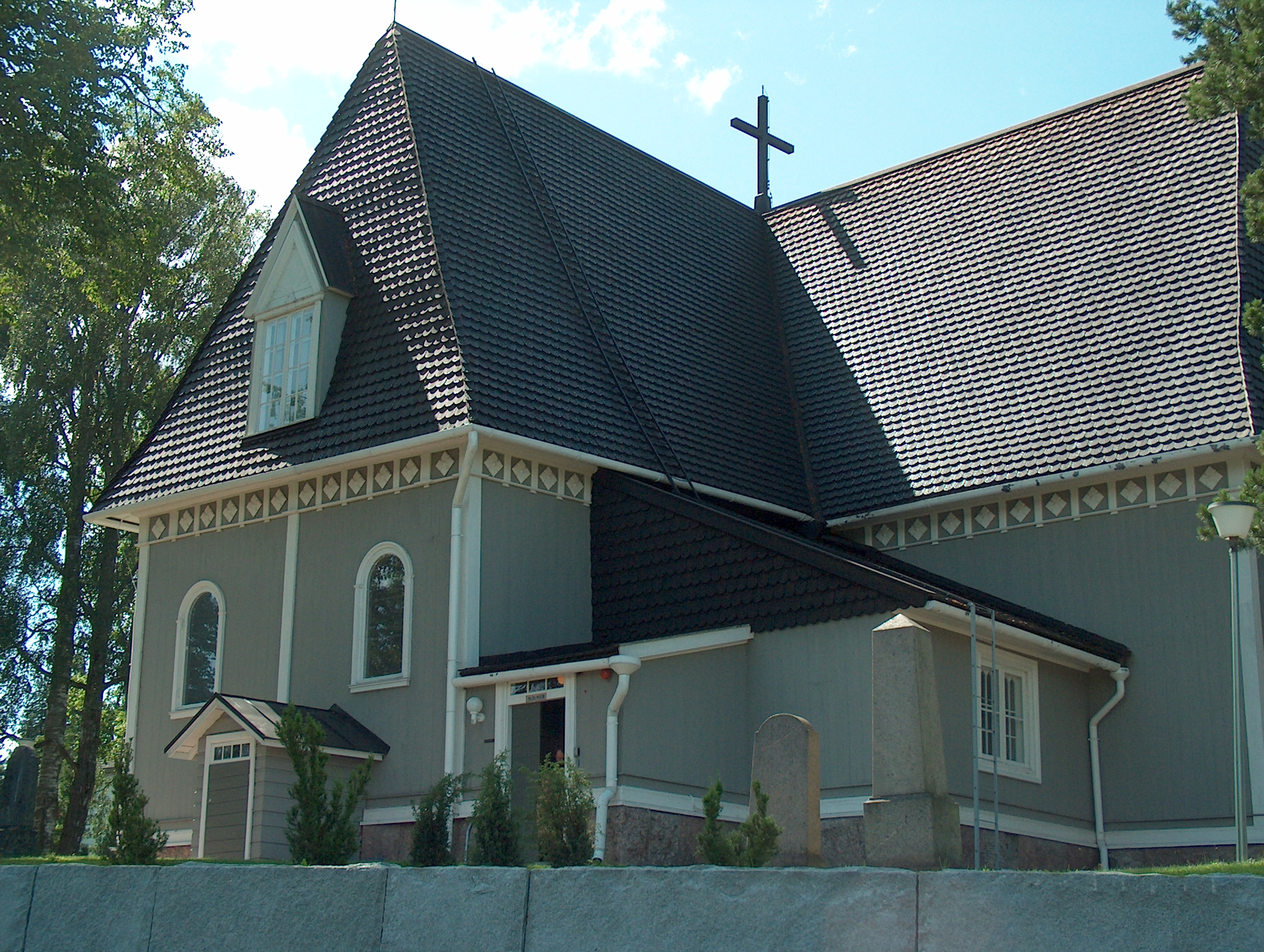
L'église.
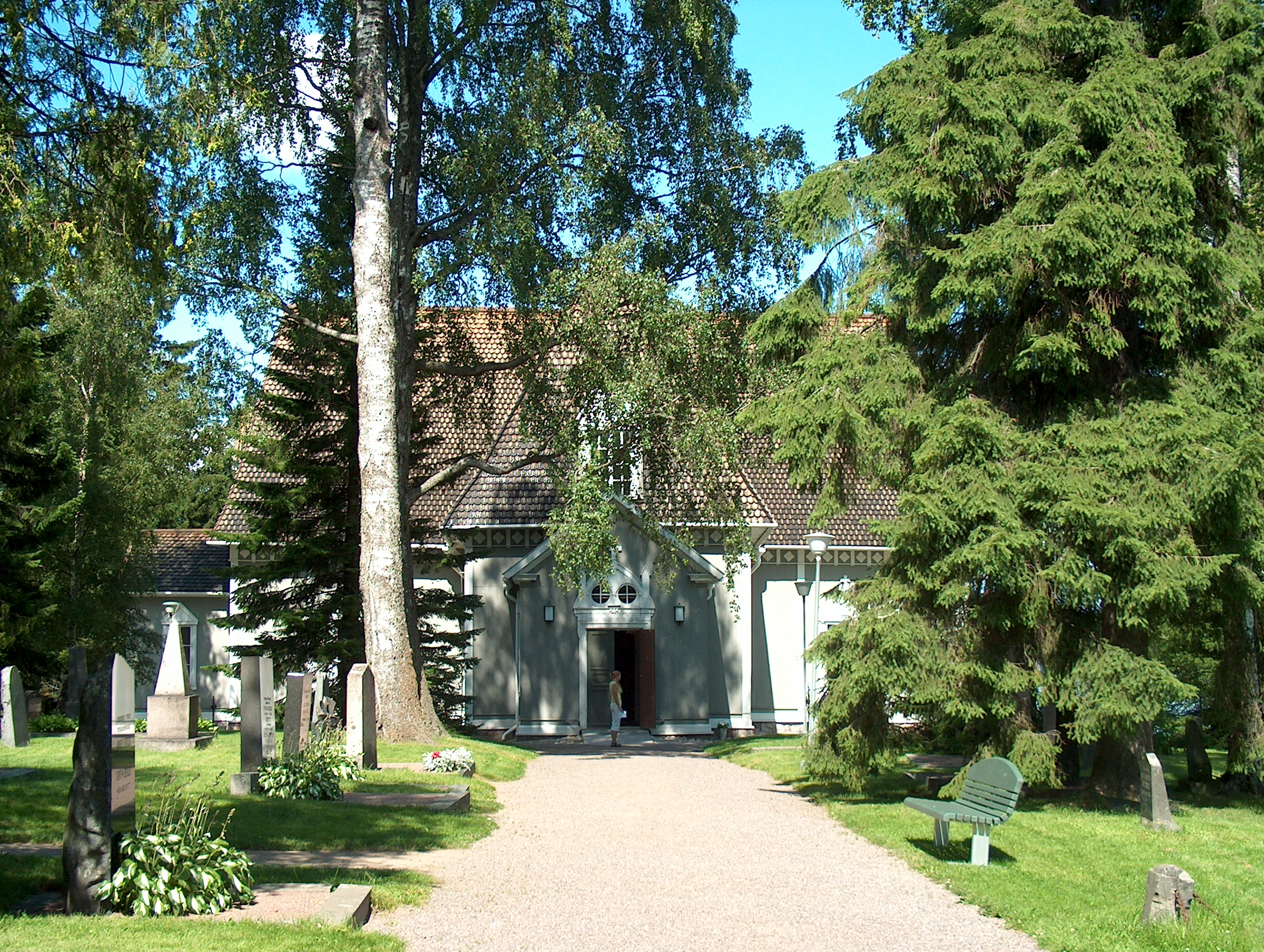
L'église.
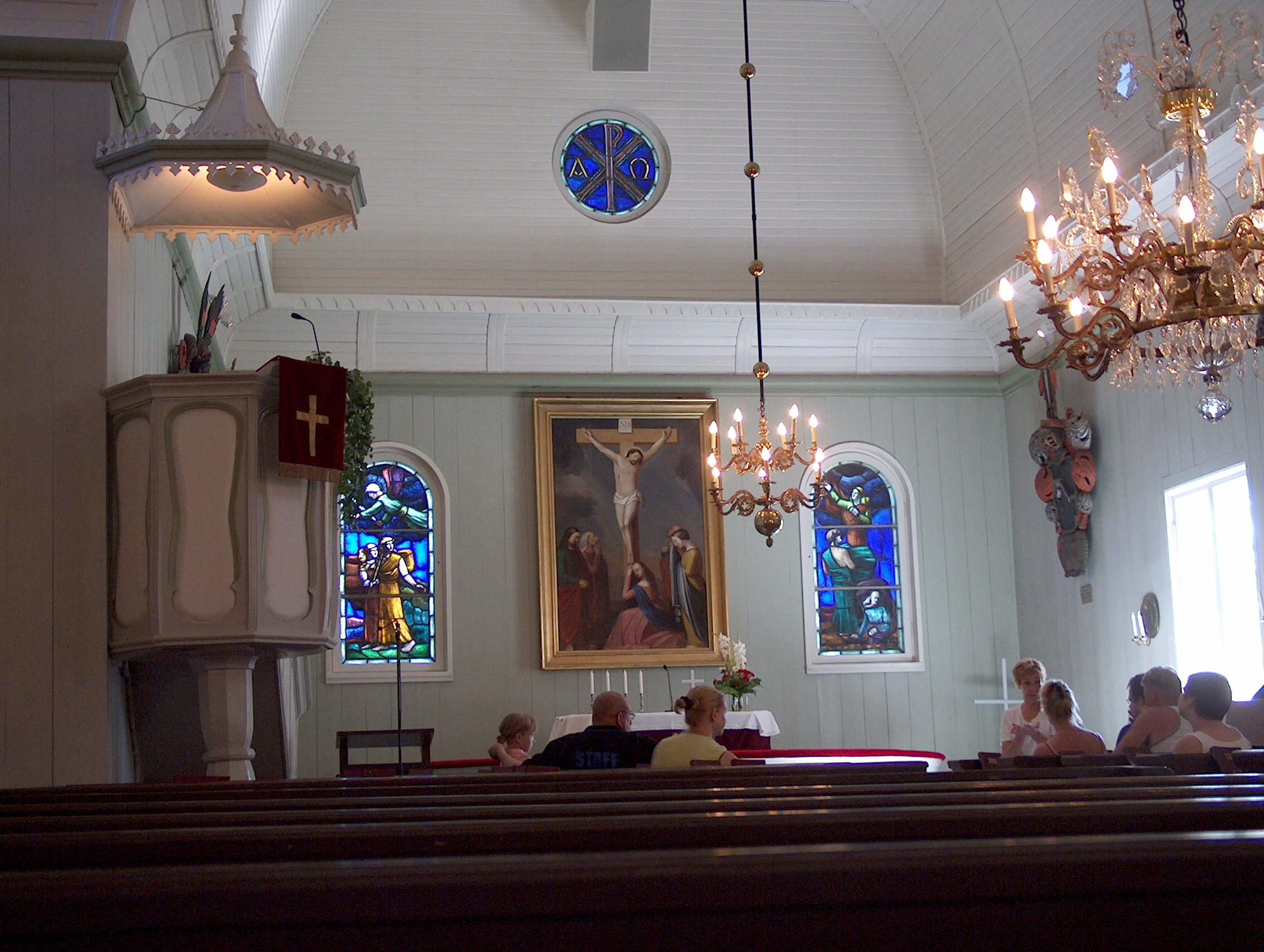
L'intérieur.